# De Stormvogel (Boorsem)

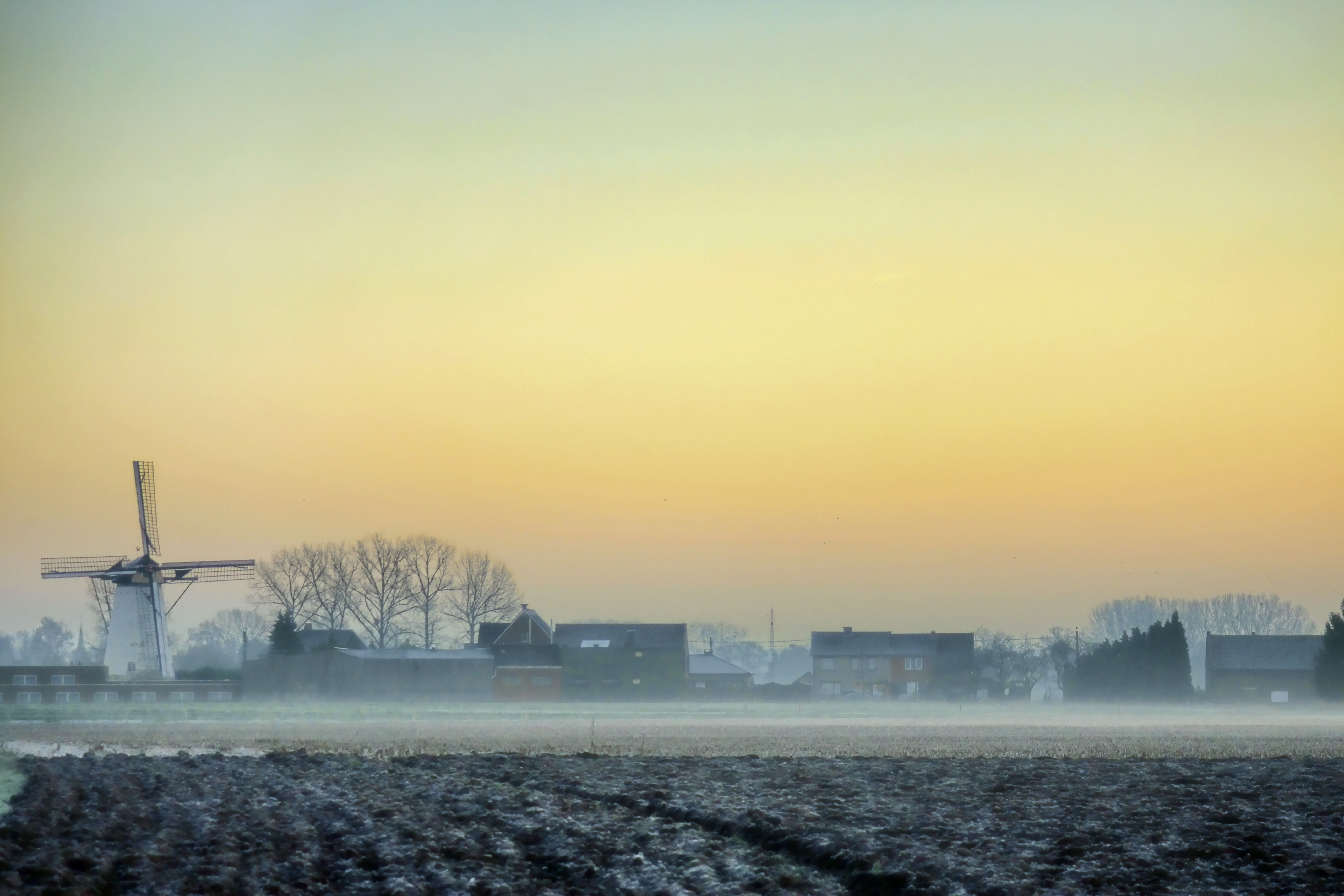
De molen in de morgengloed

De Stormvogel is de naam van een windmolen te Boorsem. De molen fungeert als korenmolen.

## Geschiedenis
Oorspronkelijk betrof dit een banmolen van de Heren van Rekem. Wanneer de eerste molen werd opgericht is niet bekend, maar in 1616 was al sprake van het Windmolenveld.
In 1648 was sprake van de heroprichting van de standerdmolen. Deze werd in 1676 door het Hollands garnizoen, dat te Hasselt was gelegerd, gebrandschat. In 1711 werd opnieuw een windmolen gebouwd. Deze brandde af in 1858.
Bij de herbouw werd een ronde stenen molen opgericht. Dit was de huidige molen. In 1938 werd Martin Gielen de molenaar. In 1963 liet hij de, voorheen zwart geteerde, molenromp wit verven. Dit op aandringen van Koning Boudewijn, die in het nabijgelegen Opgrimbie een residentie bezat en op de molen uitkeek. Op 24 augustus 1963 brak een roede, wegens metaalmoeheid. Daarna begon een langdurige procedure om de molen gerestaureerd te krijgen, hoewel de molen in 1964 werd beschermd als monument. In 1991 overleed de molenaar.
Uiteindelijk begonnen de restauratiewerkzaamheden in 2009, in combinatie met de bouw van een hotel-restaurant op deze plaats. In 2011 waren de werkzaamheden gereed en was de molen weer maalvaardig.

- Inventaris van het Bouwkundig Erfgoed (Vlaanderen): 1149